# Riu Ili
El riu Ili —Или (rus); 伊犁河, Yili He (xinès)— és un riu del nord-oest de la Xina a la Prefectura autònoma d'Ili Kazakh, a la regió autònoma de Xinjiang Uigur, i al sud-est del Kazakhstan, a la província d'Almati. Té una longitud de 1.439 km, dels quals 815 són al Kazakhstan i la resta al Xinjiang. Neix a l'est del Tian Shan, dels rius Tekes i Kunges (o Künes) i rega la conca situada entre les muntanyes Tian Shan i Borohoro (P'o-lo-k'o-nu) al nord. Desaigua al llac Balkhaix, on forma un gran delta amb llacs, maresmes i vegetació de jungla.
La regió de l'Ili és un territori constituït per la vall del riu Ili i territoris annexes. Fou possessió personal de gran kan dels oirats o calmucs budistes. El poder dels oirats fou eliminat sota el gran kan Galdan Chereng, que va establir el kanat de Jungària. Al segle xix pertanyia als kazakhs i una part fou annexionada per Imperi Rus sota el tsar Nicolau I de Rússia, però sense arribar a la part superior de la vall de l'Ili, amb la ciutat de Kuldja. Durant la revolta musulmana de Yakub Beg els russos, per temor que rebel·lió no fes taca d'oli al seu territori, es van apoderar de la vall superior de l'Ili el 1871, però finalment la van retornar a la Xina el 1883.